# Perfecto Giot
Juan Bautista Perfecto Giot (Francia, 25 de febrero de 1834 - Montevideo, 17 de agosto de 1898) fue un empresario francés de actuación en Uruguay, reconocido por ser el fundador de Villa Colón.

## Biografía
En 1864 se instaló en la zona del actual barrio Colón y llevó adelante varios emprendimientos empresariales que darían lugar a la Villa Colón, que mucho después se incorporó como barrio de la ciudad de Montevideo.
En 1892 inauguró el primer hotel fuera de Montevideo, llamado Giot Parc Hotel. Esto le dio un gran impulso a la zona. Ya años antes había encargado plantar al paisajista Jean Pierre Serres miles de Eucaliptos Australianos y otras especies, que hasta el día de hoy perduran como testigos de lo que fue Villa Colón en el siglo XIX.
Además introdujo desde Europa diferentes razas de ganado ovino y mejoró las razas existentes en aquella época en el país.
Fruto de su matrimonio con Margarita Badet, nació el compositor André Giot de Badet.
Una calle del barrio Colon lleva el nombre de 'Perfecto Giot'.